# La matança dels innocents
La matança dels innocents és un quadre del clacissista francès del segle xvii Nicolas Poussin exposat a la galeria de les pintures del museu Condé. Aquest quadre el va pintar Nicolas Poussin l'any 1628 per al palau Giustiniani de Roma. Havia d'estar integrat en una sala barroca molt carregada a dalt d'una alta porta, de manera que s'hauria d'apreciar des d'avall i a una certa distància, a més de no ser l'obra principal de la sala. Per aquest motiu hi ha pocs motius i els personatges principals estan en primer pla. Els colors són molt vius, típics del Renaixement, i en destaquen els primaris, el blau, el vermell i el groc.
El quadre evoca el passatge de la Bíblia al qual el rei Herodes, informat que «el rei dels jueus» acaba de néixer, ordena als seus soldats de matar a tots els nadons del reialme.
La composició està estructurada al llarg de les dues diagonals del quadre, que es creuen a la cara cridant de la mare. Una diagonal inclou el cos i una cama del soldat, el braç i el cos de la mare, mentre que a l'altra hi ha el cap del nadó, la cama que l'ataca i el buit deixat per la dona de blau que passa darrere. Es tracta d'una composició molt lluminosa i expressiva, amb moviment tortuós i un contrallum marcat, que ha estat molt admirada al segle xviii a Roma i al xx, en especial per Picasso.

## Influència en Picasso
Al segle xx, Picasso, durant el seu període mediterrani (anys 20) va pintar figures properes a la dona vestida de blau que surt en segon pla, i posteriorment en d'altres a la dona que crida en primer pla, de groc. Per exemple, en el Guernica, recorden al braç i la cara de la dona cridant.